# Robocar Poli
Robocar Poli (tiếng Hàn: 로보카 폴리; Romaja: Roboka Poli) là một bộ phim hoạt hình Hàn Quốc được tạo bởi RoiVisual. Bộ phim đã phát hành tập đầu tiên trên kênh EBS vào năm 2011 và phát sóng 4 mùa bao gồm 104 tập mười một phút.

## Nhân vật
| Tên nhân vật | Mô tả                                                                                |
| ------------ | ------------------------------------------------------------------------------------ |
| Poli         | Nhân vật chính là một chiếc xe cảnh sát màu xanh. Có khả năng biến hình thành robot. |
| Amber        | Một chiếc xe cứu thương robot màu hồng                                               |
| Roy          | Một chiếc xe cứu hỏa có màu đỏ và vàng.                                              |
| Helly        | Một chiếc máy bay trực thăng có màu xanh lá cây, xanh lam và trắng,                  |
| Jin          | Một thành viên của đội cứu hộ.                                                       |